# ديفيد فرنسيس باري
ديفيد فرنسيس باري (بالإنجليزية: David Francis Barry)‏ هو مصور أمريكي، ولد في 6 مارس 1854 في هونوي فالس في الولايات المتحدة، وتوفي في 6 مارس 1934 في سوبريور في الولايات المتحدة.